# Coney Island (film 1917)
Coney Island è un cortometraggio del 1917, diretto ed interpretato da Roscoe Arbuckle. 

## Trama
Mentre l’uomo e la ragazza assistono ad una parata a Coney Island, Fatty, sulla vicina spiaggia con la noiosa moglie, ne elude la sorveglianza ed entra nell'adiacente luna park, pagando il biglietto d’ingresso anche per la ragazza, mentre l’uomo vi si introdurrà nascosto in un bidone della spazzatura.
La moglie incontra il suo amico di lunga data Hubby, che pure entra al luna park alla ricerca di Fatty e si invaghisce della ragazza, che ora è in compagnia di Fatty. Quest’ultimo, dopo aver causato l’arresto di Hubby, si reca, con la ragazza, ad uno stabilimento balneare, dove, in mancanza di costumi adatti alla sua misura, si veste da donna.
La moglie di Fatty paga la cauzione per far scarcerare Hubby, e i due si portano sulla spiaggia, dove incontrano Fatty travestito. Mentre Hubby, tratto in inganno, inizia a fargli la corte, l’uomo, che passava di lì, lo smaschera, e nasce una lotta fra Fatty e Hubby, per cui la moglie chiama la polizia, mentre l’uomo si allontana con la ragazza.
La polizia interviene, e Hubby e Fatty vengono portati in prigione: qui Fatty tramortisce tutti i poliziotti ed evade. Ad attenderlo c’è la moglie, che riprende, al solito, ad infastidirlo, per cui Fatty la rinchiude in una cella e si allontana con Hubby, entrambi alla ricerca di nuove avventure galanti.